# French Properties Management
 (novembre 2016).
Pour les articles homonymes, voir FPM.
French Properties Management (FPM) est un fonds d’investissement du type Family Office créé en 2002 et dédié aux investissements de la famille royale du Qatar dans le secteur immobilier français.

## Structure et équipe dirigeante
French Properties Management est une filiale du fonds Mayapan BV, la holding regroupant tous les fonds d’investissement privés de la famille royale qatarie.
Le fonds est dirigé par Chadia Clot, une femme d’affaires d’origine palestinienne très proche de la famille royale Al-Thani.
En 2015, le fonds réalise un chiffre d’affaires de 2 184 000 euros.

## Locaux
Le siège de French Properties Management se trouve au 23 rue François Premier, dans le 8ème arrondissement de Paris au cœur du quartier du « Triangle d’Or ».

## Investissements notables
French Properties Management a adopté une stratégie d’investissement focalisée sur l’immobilier de prestige ainsi que les grands magasins de luxe.
Parmi ses acquisitions les plus commentées, l’on peut citer : 
- Le groupe Printemps, une chaîne de grands magasins positionnée sur les grandes marques de luxe, de mode et de beauté.
  - Magasin « amiral » Boulevard Haussman à Paris, et 24 autres magasins partout en France[4].
- Hôtel de Coislin 
  - Place de la Concorde, dans le 8ème arrondissement de Paris.
- L’ancien siège parisien de HSBC.
  - Avenue des Champs Elysées, 8ème arrondissement de Paris.
- Une dizaine d’immeubles de la Place Vendôme
  - 1er arrondissement de Paris.
- Château du Verduron à Marly-le-Roi
  - Département des Yvelines
- De nombreuses autres propriétés sur la Côte d’Azur et dans les Caraïbes.

## Critiques
De nombreux commentateurs voient dans la stratégie d’investissements massifs et très médiatiques du fonds encore un exemple du désir du Qatar d’acheter le patrimoine culturel et architectural de la France, sans réellement l’apprécier. Le journal Le Nouvel Observateur a ainsi qualifié la frénésie d’achats du fonds en France comme une « épuration culturelle ».
Par ailleurs, le fonds et ses dirigeants ont été impliqués dans une série de scandales financiers et judiciaires.

### Achat du Groupe Printemps
L’achat du Groupe Printemps par la société mère de French Properties Management a été au cœur de deux enquêtes judiciaires distinctes.
La première enquête, ouverte par la brigade financière du parquet de Paris sous la direction du Procureur de la République François Molins, fait suite à une plainte déposée par les représentants du personnel du groupe pour abus de confiance, blanchiment d’argent, corruption privée et entrave à l’exercice du droit syndical. Les porte-paroles de l’intersyndicale ont par ailleurs décrit le processus de vente du groupe au fonds qatari comme « obscur et peu louable au seul profit d’intérêts financiers » et basé sur des « montages financiers opaques » .
Au cours de l’été 2013, le journal d’investigation Mediapart publie un échange de courriels entre le PDG du Printemps, Paolo de Cesare, et Jérôme Cahuzac, alors Ministre du Budget, évoquant l’exil fiscal en Suisse de ce dernier. L’enquête a par la suite révélé que Paolo de Cesare a créé un montage financier permettant aux 22 millions d’euros de bonus versés à l’occasion de la vente du Printemps de transiter par une holding domiciliée à Singapour et ainsi d’échapper à l’imposition. La plus-value réalisée dans le cadre de la vente (plus de 600 millions d’euros en cinq ans) a elle aussi été échappé à l’impôt puisqu’elle a été versée sur un compte au Luxembourg.
En décembre 2013, des perquisitions sont menées dans les locaux de la direction du groupe.
Enfin, le 27 mars 2015, plus de deux années après le signalement du syndicat, une information judiciaire est ouverte.

### Réaménagement du Yacht de l’Emir
En janvier 2015, le journal d’investigation Mediapart révèle que le parquet de Paris a ouvert une enquête pour blanchiment de fraude fiscale visant l’équipe dirigeante de French Properties Management et notamment Chadia Clot dans le cadre de l’aménagement d’un yacht de luxe appartenant à l’émir Hamim ben Khalifa al-Thani.
Ils auraient en effet facilité le paiement des frais de presque 2 millions d’euros dus à l’architecte Alberto Pinto sur un compte de la banque privée genevoise Edmond de Rothschild. Ce compte appartenait à une société écran caractérisée comme une « coquille vide » et immatriculée aux Iles Vierges. Le montage validé par French Properties Management aurait permis à l’architecte d’échapper à l’impôt sur le revenu en France.